# Buciumeni, Ungheni
Buciumeni este un sat din nord-vestul raionului Ungheni, Republica Moldova, reședința comunei omonime.

## Geografie
La 1,5 km sud-est de sat, pe panta stângă a vâlcelei râului Gârla Mare, este amplasată terasa levantină din zona codrilor, o arie protejată din categoria monumentelor naturii de tip geologic sau paleontologic.

## Istoric

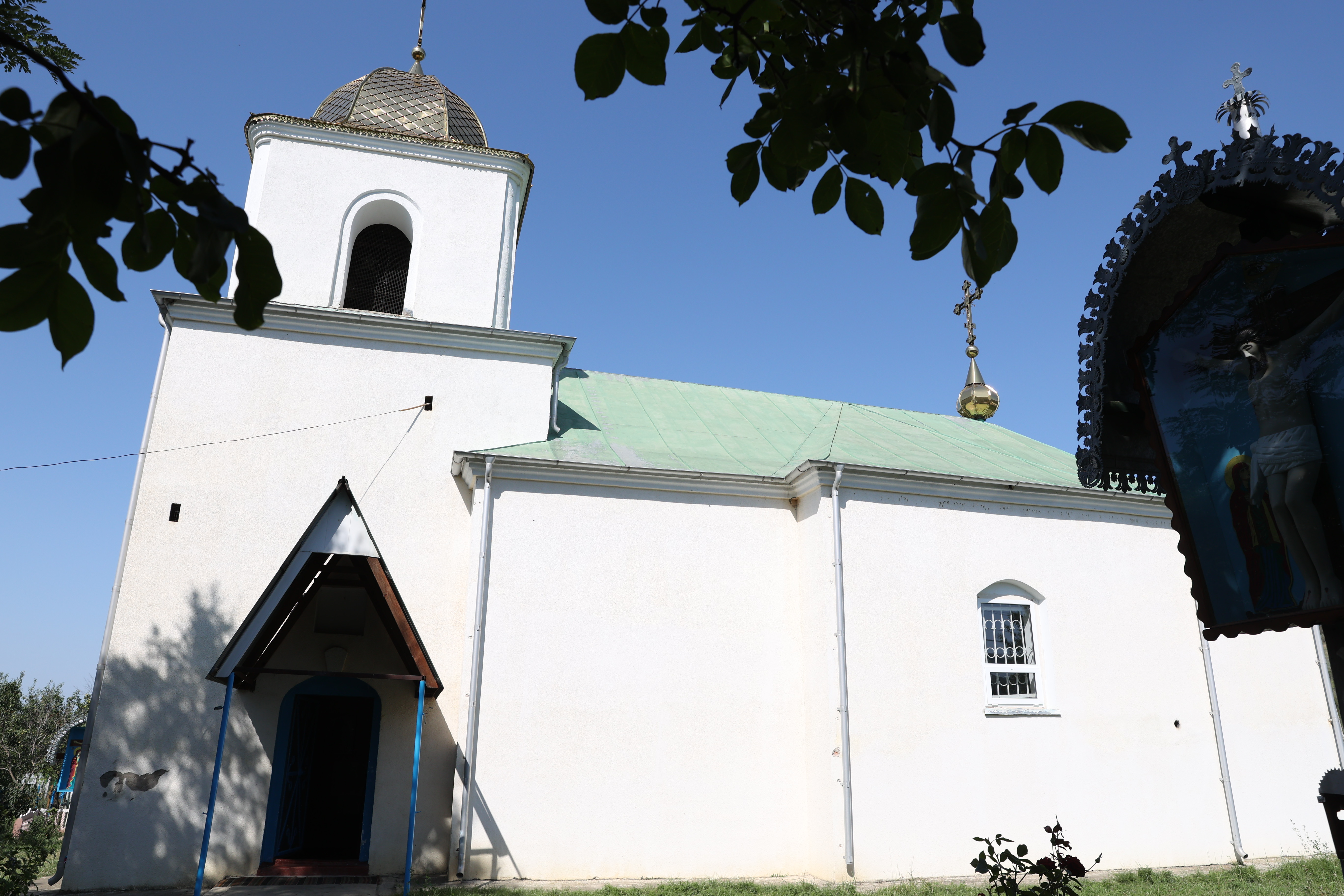
Biserica „Toți Sfinții” din localitate, monument ocrotit de stat.

Localitatea a fost atestată documentar într-un hrisov de la domnul Alexandru cel Bun din 1428:
„Din mila lui Dumnezeu, noi, Alexandru voievod, domn al Țării Moldovei. Facem cunoscut, cu această carte a noastră, tuturor celor care o vor, vedea sau o vor auzi citindu-se, ca această adevărată slugă a noastră, pan Nan, ne-a slujit drept și credincios. De aceea, noi, văzând dreapta și credincioasa lui slujbă către noi, l-am miluit cu deosebită noastră milă și i-am dat și i-am întărit, în țara noastră, în Moldova, ocina lui dreaptă, satele anume: Buciumenii, unde este casa lui, și Stănigenii. Toate acestea mai sus-scrise să-i fie de la noi uric și cu tot venitul, lui, și copiilor lui, și nepoților lui, și strănepoților lui, și răstrănepoților lui și întregului lui neam, cine și se va alege cel mai apropiat, neclintit, niciodată în veci.

Iar hotarul acestor sate, al Buciumenilor și al Stănigenilor, să fie pe hotarele vechi din toate părțile, pe unde au folosit din veac.

...

A scris Ghedeon, pisarul cneaghinei, la Suceava, în anul 6936 <1428>, luna iulie 29.”
În 1824 boierul Ioan Trestian a construit din cărămidă o biserică în această localitate.